# راسموس أندرسون (لاعب كرة قدم)
راسموس اندرسون (17 أبريل 1993 بالسويد - ) هو لاعب كرة قدم سويدي في مركز الوسط. لعب مع نادي فالكنبرغ.

## روابط خارجية
- راسموس اندرسون على موقع اتحاد السويد (السويدية)
- راسموس اندرسون على موقع قاعدة بيانات كرة القدم.إي يو (الإنجليزية)
- راسموس اندرسون على موقع Soccerway.com (الإنجليزية)